# Parafia Siedmiu Boleści Najświętszej Maryi Panny w Skolem
Parafia Siedmiu Boleści Najświętszej Maryi Panny w Skolem – rzymskokatolicka parafia w Skolem na Ukrainie, znajdująca się w archidiecezji lwowskiej w dekanacie Stryj.

## Historia
W 1660 w Skolem powstał drewniany kościół filialny p.w. św. Dominika, należący do parafii Narodzenia Najświętszej Maryi Panny w Stryju. W 1743 utworzono przy nim kapelanię (ekspozyturę), którą powierzono karmelitom z Drohobycza. Według innego źródła kapelania powstała w 1660 przy istniejącym wcześniej kościele filialnym. Brak informacji do kiedy duszpasterstwo prowadzili karmelici, jednak ich misja w Skolem musiała się zakończyć najpóźniej w XIX w.
XVII-wieczny kościół spłonął podczas wielkiego pożaru miasta 30 marca 1888 r. W 1889 w dokumentach pojawia się informacja o istnieniu w Skolem samodzielnej parafii.
Obecny kościół projektu Alfreda Kamienobrodzkiego zbudowano w latach 1891 - 1892 i w 1892 został on konsekrowany. Po II wojnie światowej, gdy Skole znalazło się w granicach Związku Sowieckiego, świątynia została znacjonalizowana i w kolejnych latach służyła jako magazyn i pomieszczenia techniczne. Zwrócona po upadku komunizmu i ponownie poświęcona 17 września 1994. W II połowie lat 90. XX w. przeprowadzano jej remont.